# Фонон
Фоно́н — квазичастица, квант энергии согласованного колебательного движения 
атомов твёрдого тела, образующих идеальную кристаллическую решётку. 
Характеризуется волновым вектором {\displaystyle {\vec {k}}} и энергией {\displaystyle \hbar \omega } ({\displaystyle \omega } — частота колебаний, {\displaystyle \hbar } — редуцированная постоянная Планка). Каждый кристаллический материал обладает своим набором возможных в нём зависимостей {\displaystyle \hbar \omega ({\vec {k}})}. 
Модельное представление колебаний решётки как совокупности фононов оказывается удобным при анализе взаимодействия электронов, световых квантов и других частиц, доля импульса которых может быть передана решётке.
Понятие «акустических квантов» было введено в теорию твёрдого тела советским учёным И. Е. Таммом. Современное название было предложено Я. И. Френкелем.

## Модель фононного газа для упругих волн
Согласно концепции корпускулярно-волнового дуализма, любой материальный микроскопический объект может восприниматься и как волна, и как частица (квазичастица). Например, свет может трактоваться как совокупность электромагнитных волн или как поток фотонов, движущихся (в случае вакуума) со скоростью {\displaystyle c}. Амплитуда волн и плотность потока соответствуют друг другу таким образом, чтобы обеспечилась одинаковость спектральной плотности мощности в обеих трактовках. В квантовой механике, концепция дуализма используется для элементарных частиц, включая электроны.
Аналогичным образом упругие волны (в узком смысле слова — звук) могут восприниматься как поток квазичастиц, носящих название фононов. Соответственно, состояние кристаллической решётки может рассматриваться как газ фононных квазичастиц (подобно более привычным электронному или фотонному газам).

## Некоторые характеристики и свойства фононов

### Основные параметры фонона
Фонон представляет собой квант энергии согласованного колебательного движения атомов твёрдого тела. 
На уровне «одной штуки» в идеальной кристаллической решётке он характеризуется 
волновым вектором {\displaystyle {\vec {k}}} (в одномерном случае {\displaystyle k}), частотой {\displaystyle \omega } и поляризацией (направлением смещения атомов). Вместо {\displaystyle k} и {\displaystyle \omega } нередко используются квазиимпульс {\displaystyle \hbar k} и энергия кванта {\displaystyle \hbar \omega }, где {\displaystyle \hbar } — редуцированная постоянная Планка. Типичные энергии фонона составляют от нуля до десятков мэВ.
При наличии неидеальностей решётки, вводится ещё «длина свободного пробега» (средняя длина движения фонона до акта рассеяния).

### Дисперсионные соотношения
Важнейшей характеристикой конкретного материала является соотношение между частотой фонона и волновым вектором фонона в этом материале: 
{\displaystyle \omega =\omega (k)}.
Оно носит название дисперсионного соотношения, причём для одного материала может существовать несколько «ветвей» таких соотношений. Иногда используется вид {\displaystyle [\hbar \omega ]=[\hbar \omega ](k)}.
Располагая дисперсионным соотношением, можно вычислить фазовую и групповую скорости соответствующих элементарных возбуждений как {\displaystyle V_{p}=\omega /k} и {\displaystyle V_{g}=d\omega /dk} для каждой ветви.

### Описание фононного газа
На уровне совокупности фононов дополнительными характеристиками выступают плотность состояний фононов {\displaystyle d\nu /d[\hbar \omega ]dV} [ Дж-1м-3] и числа заполнения {\displaystyle f([\hbar \omega ])} в зависимости от энергии фонона. Фонон является квазичастицей бозевского типа, и при тепловом равновесии c температурой {\displaystyle T} числа заполнения диктуются статистикой Бозе—Эйнштейна с нулевым химическим потенциалом:
{\displaystyle f([\hbar \omega ])=\left[\exp {\frac {[\hbar \omega ]}{k_{B}T}}-1\right]^{-1}}
({\displaystyle k_{B}} — постоянная Больцмана). При высоких температурах она превращается в статистику Больцмана. Интеграл {\displaystyle \int d\nu /d[\hbar \omega ]dV\cdot f([\hbar \omega ])d[\hbar \omega ]} задаёт общее число фононов [штук/м3]. 
Характеристики фонона во многом аналогичны характеристикам фотонов и электронов (но последние являются фермионами, и {\displaystyle f([\hbar \omega ])} для них подчиняется статистике Ферми—Дирака).

## Нахождение законов дисперсии для фононов
Для получения законов дисперсии фононов в конкретной упругой среде она моделируется как набор гармонически взаимодействующих осцилляторов. Считается, что конкретный атом взаимодействует только со своими соседями. В качестве простейших примеров обычно рассматриваются колебания прямолинейных цепочек и принимается, что атомы колеблются параллельно цепочке. 
При анализе поведения цепочки одинаковых атомов массой {\displaystyle m} с равновесными расстояниями между соседними атомами {\displaystyle a} получается
В простейшем случае одномерного кристалла, состоящего из одинаковых атомов массы {\displaystyle m}, равновесные положения которых определяются вектором решётки:
{\displaystyle \mathbf {n} =n\mathbf {a} ,}
где {\displaystyle n=1,2,...,N}. Пусть {\displaystyle \xi _{n}} — одно из таких смещений атома, занимающего узел {\displaystyle n}.
В потенциальной энергии {\displaystyle U} смещений нейтральных атомов из положений равновесия можно учитывать только взаимодействия соседних атомов. Тогда потенциальная энергия:
{\displaystyle U={\frac {1}{2}}\beta \sum _{n=1}^{N}(\xi _{n}-\xi _{n-1})^{2}.}
Кинетическая энергия выражается через скорости смещений {\displaystyle {\dot {\xi }}_{n}} с помощью функции:
{\displaystyle K={\frac {1}{2}}m\sum _{n=1}^{N}{\dot {\xi }}_{n}^{2}}.
Введём циклические условия:
{\displaystyle \xi _{n}=\xi _{n+Na}}.
Одномерной решётке соответствует зона Бриллюэна в {\displaystyle \mathbf {k} }-пространстве с границами:
{\displaystyle -\pi \leq \mathbf {k} \mathbf {a} <\pi }.
Внутри этой зоны располагаются {\displaystyle N} неэквивалентных волновых векторов:
{\displaystyle \mathbf {k} ={\frac {2\pi \mu }{Na^{2}}}\mathbf {a} ,}
где {\displaystyle \mu =0,\pm 1,\pm 2,...,\pm {\frac {N}{2}}}.
От смещений отдельных атомов {\displaystyle \xi _{n}} удобно перейти к новым обобщённым координатам {\displaystyle A_{k}}, которые характеризуют коллективные движения атомов, соответствующие определённым значениям {\displaystyle \mathbf {k} }. Для этого введём преобразование:
{\displaystyle \xi _{n}=N^{-1/2}\sum _{k=1}A_{k}\exp(i\mathbf {k} \mathbf {n} ).}
Новые переменные должны удовлетворять условию:
{\displaystyle A_{k}=A_{-k}^{*}}.
Таким образом, потенциальная
{\displaystyle U={\frac {1}{2}}m\sum _{k=1}\omega ^{2}(\mathbf {k} )A_{k}A_{-k}}
и кинетическая энергия
{\displaystyle K={\frac {1}{2}}m\sum _{k=1}{\dot {A}}_{k}{\dot {A}}_{-k}},
где
{\displaystyle m\omega ^{2}(\mathbf {k} )=m\omega ^{2}(\mathbf {-k} )=4\beta \sin ^{2}{\frac {\mathbf {k} \mathbf {a} }{2}}}
выражаются через новые коллективные переменные и их временные производные. Опуская векторные обозначения, имеем
{\displaystyle \omega (k)=\omega (-k)=2{\sqrt {\frac {\beta }{m}}}\left|\sin {\frac {ka}{2}}\right|}.
следующее соотношение между частотой и волновым вектором:
{\displaystyle \omega (k)=2{\sqrt {\frac {\beta }{m}}}\left|\sin \left({\frac {ka}{2}}\right)\right|},
где {\displaystyle \beta } (кг/с2) —- жёсткость условной «пружины», соединяющей атомы.
Аналогичный анализ цепочки атомов двух чередующихся типов массами {\displaystyle m_{1}} и {\displaystyle m_{2}} приводит к результату:
{\displaystyle \omega (k)=\left[{\frac {\beta (m_{1}+m_{2})}{m_{1}\cdot m_{2}}}\left(1\pm {\sqrt {1-{\frac {4m_{1}\cdot m_{2}}{(m_{1}+m_{2})^{2}}}\cdot \sin ^{2}\left({\frac {ka}{2}}\right)}}\,\right)\right]^{1/2}}.
В отличие от случая одинаковых атомов, здесь наличествуют две ветви, определяемые выбором знака.
Максимальное возможное абсолютное значение волнового вектора диктуется обращением синуса в единицу, то есть математическим условием {\displaystyle |k|_{max}=\pi /a}. Диапазон волновых векторов {\displaystyle -\pi /a<k<\pi /a} носит название «зона Бриллюэна».

## Акустические и оптические фононные ветви

### Акустические фононы

Оптические и акустические колебания в линейной двухатомной цепочке атомов

Дисперсионные кривые для линейной двухатомной цепочки

Акустический фонон характеризуется при малых волновых векторах линейным дисперсионным соотношением и параллельным смещением всех атомов в элементарной ячейке. Такой закон дисперсии описывает звуковые колебания решётки (поэтому фонон и называется акустическим). Для трёхмерного кристалла общей симметрии существует три ветви акустических фононов. Для кристаллов высокой симметрии эти три ветви можно разделить на две ветви поперечных волн различной поляризации и продольную волну.
В центре зоны Бриллюэна (для длинноволновых колебаний) законы дисперсии для акустических фононов:
{\displaystyle \omega _{i}=v_{i}k\quad } (acoustic, {\displaystyle |k|\ll |k|_{max}}),
где {\displaystyle \omega _{i}} — частота колебаний, а коэффициенты {\displaystyle v_{i}} суть скорости распространения акустических волн в кристалле, то есть скорости звука.

### Оптические фононы
Оптические фононы существуют только в кристаллах, элементарная ячейка которых содержит два и более атомов (пример — упоминавшаяся в предыдущем разделе цепочка чередующихся двух разнотипных атомов). Эти фононы характеризуются при малых волновых векторах такими колебаниями атомов, при которых центр тяжести элементарной ячейки остаётся неподвижным. 
Энергия оптических фононов зависит от волнового вектора слабо:
{\displaystyle \omega _{i}\approx {\rm {const}}(k)\quad } (optical);
она заметно выше энергии акустических фононов.

### Общее число ветвей
В трёхмерном твёрдом кристаллическом материале, содержащем {\displaystyle S} атомов в элементарной ячейке, реализуется {\displaystyle 3S} различных законов дисперсии для колебаний решётки. Соответственно этому говорят о {\displaystyle 3S} фононных ветвях («модах»). 
Из них имеется одна ветвь продольных (то есть таких, в которых направление колебаний атомов параллельно направлению {\displaystyle {\vec {k}}}) акустических фононов и две ветви поперечных акустических фононов (когда смещение атомов происходит в плоскости перпендикулярной {\displaystyle {\vec {k}}}), а также {\displaystyle S-1} ветвей продольных оптических фононов и {\displaystyle 2(S-1)} ветвей поперечных оптических фононов. При изотропии в упомянутой плоскости, поперечных мод будет вдвое меньше, но каждая окажется двукратно вырожденной.
В упрощённом случае одномерных цепочек имеют место только продольные колебания (иначе нет одномерности) и наличествует {\displaystyle S} мод: одна акустическая и {\displaystyle S-1} оптических (пример для {\displaystyle S=2} дан выше).

## Преимущества использования концепции фонона
Концепция фонона очень полезна в физике твёрдого тела. 
В кристаллических материалах рассмотрение колебаний отдельных атомов затруднительно — получились бы огромные системы связанных между собой дифференциальных уравнений, решение которых неосуществимо на практике. Поэтому анализ колебаний атомов заменяется изучением распространения в веществе звуковых волн, квантами которых и являются фононы. 
Фононы и их взаимодействие с электронами играют фундаментальную роль в современных представлениях о физике сверхпроводников, процессах теплопроводности, процессах рассеяния в твёрдых телах. Совместно с электронами фононы дают вклад в теплоёмкость кристалла. Для акустических фононов при низких температурах этот вклад, согласно модели Дебая, кубически зависит от температуры {\displaystyle T}: при абсолютном нуле число фононов равно нулю, а при повышении температуры оно возрастает пропорционально {\displaystyle T^{3}}. Взаимодействие фононов друг с другом и с другими (квази)частицами твёрдого тела определяет процессы рождения и уничтожения фононов. Такие явления ответственны за кинетику движения электронов в твердотельных приборах. 
Концепция фонона успешно используется при анализе переходов электронов в твёрдых телах, в частности в полупроводниках. Для частиц каждого из типов — электронов, фотонов, фононов — существует набор законов дисперсии в конкретном веществе. При любых переходах должны выполняться законы сохранения энергии и квазиимпульса, что позволяет ответить на вопрос, какие переходы возможны, а какие нет. Рождение фонона при переходе атомов и молекул твёрдого тела из возбуждённого в основное состояние определяет безызлучательную и излучательную электронную релаксацию, обеспечивая передачу энергии в фононную подсистему.